# Wilhelm Schaus
Carl Wilhelm Friederich Schaus, anglisiert William Schaus (* 4. Juli 1821 in Nassau bei Offenberg, Bezirk Deggendorf, Königreich Bayern; † 29. Dezember 1892 in New York City), war ein deutschamerikanischer Verleger, Kunsthändler, Galerist und Kunstsammler des Gilded Age.

## Leben

Panorama of Humbug, N° 1 – Karikatur eines unbekannten Künstlers zur Werbekampagne von P. T. Barnum für Konzerte des schwedischen Opernstars Jenny Lind, Lithografie, 1850 publiziert von William Schaus

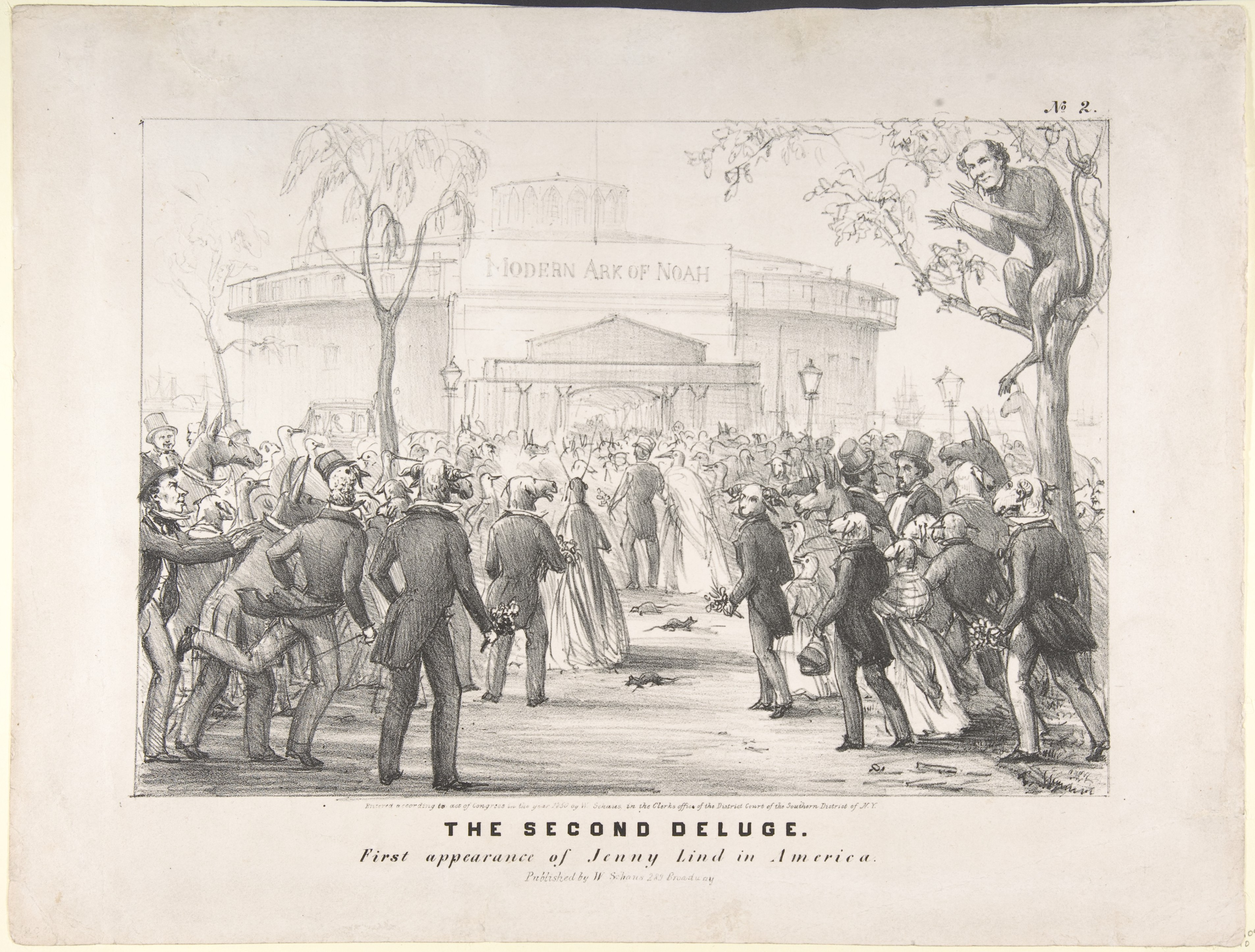
The Second Deluge – Karikatur eines unbekannten Künstlers zum ersten Auftritt Jenny Linds in Amerika, Lithografie, 1850 publiziert von William Schaus

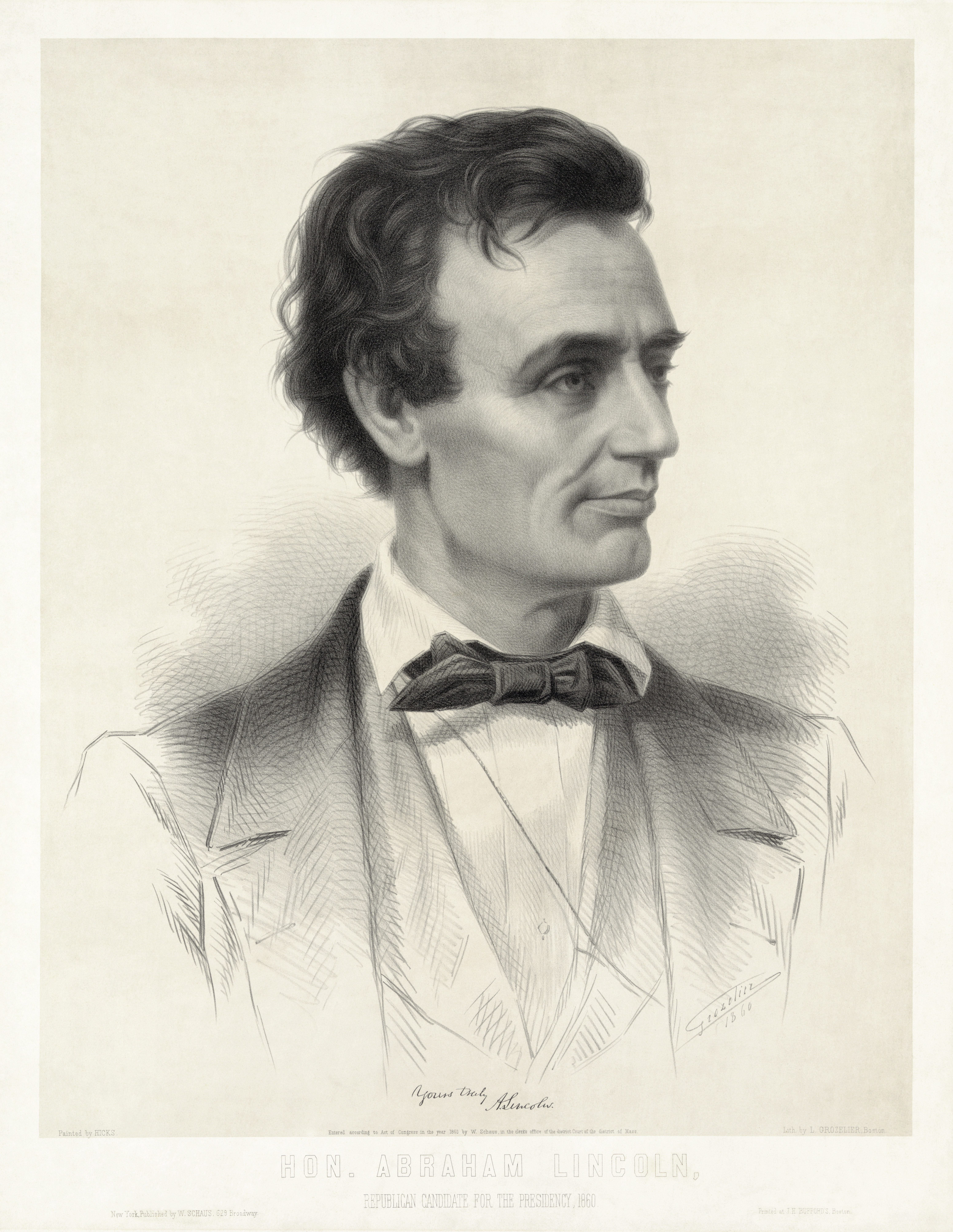
Hon. Abraham Lincoln, Republican Candidate for the Presidency, 1860 – Lithografie von Leopold Grozelier (1830–1865) nach einer Zeichnung von Thomas Hicks, 1860 publiziert von William Schaus

Schaus begann seine Karriere bei Adolphe Goupil in dem Kunstverlag Goupil, Vibert & Cie. in Paris. Von Goupil wurde er 1847 nach New York City geschickt, um dort eine Zweigstelle des Pariser Kunstverlags aufzubauen und zu führen. Im Februar 1848 eröffnete Schaus am Broadway (Nr. 289) Goupils Filiale. Ihre Hauptaufgabe war zunächst der Vertrieb von Kunstdrucken aus Europa, jedoch erweiterte sich das Spektrum ihrer verlegerischen Tätigkeit bald in der ganzen Breite populärer bebilderter Druckerzeugnisse. Als die American Art-Union, ein in New York gegründeter Kunstverein nach europäischem Vorbild, zunehmend das Geschäft mit europäischer und amerikanischer Kunst in der Stadt an sich band, versuchte er 1848/1849 durch Gründung der International Art-Union (1848–1851) eine Konkurrenz aufzubauen.
Als Goupil Probleme mit Angestellten und Kunden bekannt wurden, löste Goupils ältester Sohn Leon (1830–1855) Schaus in der Filialleitung ab. Nachdem der ebenfalls von Goupil nach New York entsandte Mitarbeiter Michael Knoedler 1852 die Filialleitung übernommen hatte, gründete Schaus 1853 sein eigenes Unternehmen am Broadway (Nrn. 303, 311, 629) und an der Fifth Avenue (Nr. 204), mit dem er sich zunächst auf Reproduktionsgrafik (Karten, Ansichten, Kunstdrucke und Illustrationen), dann auf französische und amerikanische Kunst spezialisierte, ehe er in das Geschäft mit Alten Meistern einstieg. Bereits Ende der 1860er Jahre galt er als der mächtigste Kunsthändler der Stadt.
Als Erster importierte er 1884 ein Original von Rembrandt van Rijn in die Vereinigten Staaten, aus der Sammlung von Auguste Charles Louis Valentin de Morny (1859–1920) das Werk Der Vergolder (The Gilder), Rembrandts um 1640 gemaltes Porträt des deutsch-niederländischen Möbeltischlers Herman Doomer, heute in der Sammlung des Metropolitan Museum of Art. Als er sich 1886 aus dem Geschäft zurückzog, übernahmen sein Neffe Hermann Schaus (1850–1911) sowie sein Partner und Schwager Augustus Whitlock Conover (1848–1901) die William Schaus Art Galleries.
Schaus war seit 1851 verheiratet mit Margaret Schenck Conover (1826–1878). Aus der Ehe gingen der Sohn William Schaus, ein bekannter Schmetterlingsforscher, und vier Töchter hervor. Die Tochter Mabel Schaus (1866–1901) war in einen Gesellschaftsskandal verwickelt, als sie mit einem verheirateten Mann „durchbrannte“. Schaus, der bei seinem Tod ein Vermögen von 1,2 Millionen Dollar in Eisenbahn-Aktien hinterließ, wurde auf der Green-Wood Cemetery in Brooklyn bestattet. 1896 ließen die Erben seine bedeutende Kunstsammlung Alter und Neuer Meister mit Gemälden von Rembrandt,  Frans Hals, Cuyp, Ruysdael, Jan van Goyen, Rousseau, Troyon, Corot, Diaz, Daubigny und Meissonier versteigern, nachdem er kurz vor seinem Tod noch selbst eine erste Auktion mit moderner Malerei aus seiner Sammlung veranlasst hatte.